# Candidaturas para organizar la Eurocopa 2028

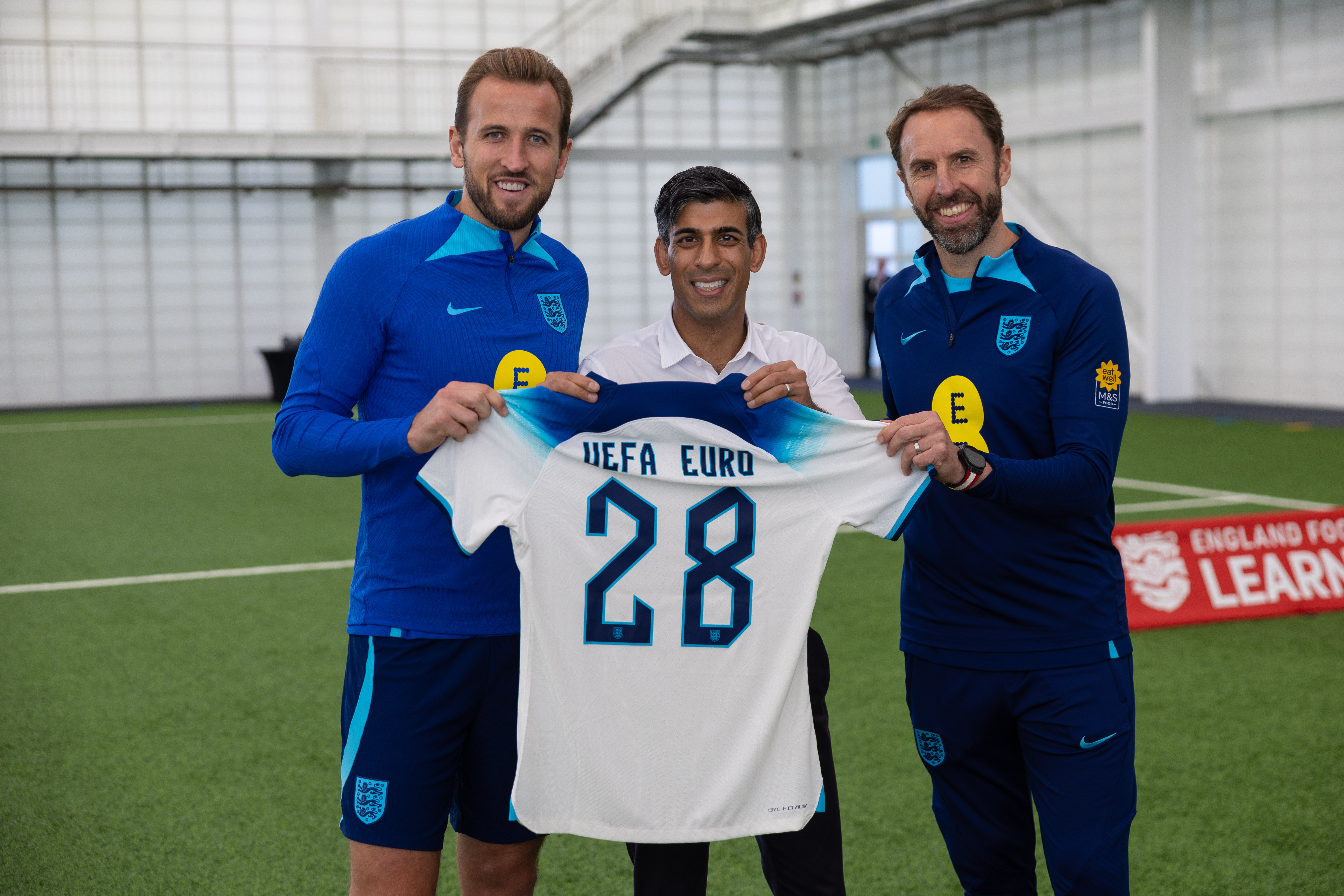
El entonces primer ministro del Reino Unido, Rishi Sunak (centro), con el capitán de Inglaterra Harry Kane (izquierda) y el seleccionador de Inglaterra Gareth Southgate (derecha), en St George's Park, en octubre de 2023.

El proceso de licitación para la UEFA Euro 2028 fue el proceso mediante el cual se seleccionó la ubicación para el 18º de la Eurocopa, comúnmente conocido como Euro 2028.

## Requisitos de organización
Los requisitos de la licitación deben contener criterios específicos relacionados con el respeto de los derechos humanos, basados en los "Principios Rectores sobre las Empresas y los Derechos Humanos" de las Naciones Unidas.
Se espera que el torneo siga el formato de las ediciones de 2016, 2020 y 2024, con un total de 51 partidos con una duración de hasta 32 días, con 24 equipos compitiendo en el torneo.
Las capacidades requeridas para los diez estadios fueron las siguientes:
- 1 estadio con 60.000 asientos
- 1 estadio (preferiblemente 2) con 50.000 asientos
- 4 estadios con 40.000 asientos
- 3 estadios con 30.000 asientos

## Cronograma
| Fecha                          | Notas                                                          |
| ------------------------------ | -------------------------------------------------------------- |
| 27 de septiembre de 2021       | Solicitudes invitadas formalmente                              |
| 23 de marzo de 2022, 18:00 CET | Fecha límite para el registro de intención de ofertar          |
| 30 de marzo de 2022            | Requisitos de licitación puestos a disposición de los postores |
| 5 de abril de 2022             | Anuncio de postores                                            |
| 28 de abril de 2022            | Taller de apertura para postores                               |
| 16 de noviembre de 2022        | Presentación del expediente preliminar de oferta               |
| 12 de abril de 2023            | Presentación del expediente final de oferta                    |
| 10 de octubre de 2023          | Presentación de ofertas y anuncio de anfitrión.                |

## Ofertas

### Ofertas confirmadas

#### Inglaterra, Irlanda del Norte, República de Irlanda, Escocia y Gales
Inglaterra,  Irlanda del Norte,  Irlanda,  Escocia y  Gales: el 5 de enero de 2022, las asociaciones de fútbol de Inglaterra, Irlanda del Norte, Escocia, Gales y la República de Irlanda anunciaron una candidatura conjunta de Irlanda y sus países de origen para la UEFA Euro 2028, que significaba que su propia candidatura para la Copa Mundial 2030 sería insostenible. Las cinco federaciones confirmaron el 7 de febrero que abandonarían su interés para 2030 y se centrarían en cambio en la Eurocopa 2028. El 5 de marzo de 2022, los medios de comunicación de Irlanda y el Reino Unido informaron erróneamente que la oferta de Irlanda y el Reino Unido sería la única oferta restante, y que Turquía retiraría su oferta y Rusia no podría presentar su solicitud.
El 12 de abril de 2023 se revelaron los 10 estadios anfitriones:
- Londres, Inglaterra – Estadio de Wembley, capacidad 90.652
- Cardiff, Gales – Millennium Stadium, capacidad 73.952
- Glasgow, Escocia – Hampden Park, capacidad para 65.000 personas (estadio por reconstruir)
- Londres, Inglaterra – Estadio Tottenham Hotspur, capacidad 62.322
- Manchester, Inglaterra – Estadio de la ciudad de Manchester, capacidad para 61.958 personas (la capacidad se ampliará entre 2023 y 2026)
- Liverpool, Inglaterra – Estadio Everton, capacidad 52.679
- Newcastle upon Tyne, Inglaterra – St James' Park, capacidad 52.305
- Birmingham, Inglaterra – Villa Park, capacidad 52.190 (capacidad por ampliar)
- Dublín, República de Irlanda – Estadio Aviva, capacidad 51.711
- Belfast, Irlanda del Norte – Casement Park, capacidad propuesta 34.500

La lista corta de estadios al 16 de noviembre de 2022 incluía 14 estadios anfitriones. Los cuatro estadios que no estaban en la lista final fueron:
- Dublín, República de Irlanda – Croke Park, capacidad 82.300
- Londres, Inglaterra – Estadio de Londres, capacidad 66.000
- Manchester, Inglaterra – Old Trafford, capacidad 74.310
- Sunderland, Inglaterra – Estadio de la Luz, capacidad para 49.000 personas

### Estadio de Irlanda del Norte
La inclusión de Casement Park como sede de Irlanda del Norte debido a que Casement Park no está disponible actualmente debido a trabajos de remodelación, y su inclusión sobre Windsor Park, provocó protestas unionistas. Windsor Park no tiene capacidad suficiente para cumplir con las reglas de la UEFA para albergar partidos del Campeonato de Europa. Esto llevó a que Casement Park se incluyera como sede de Irlanda del Norte. Windsor Park, el estadio nacional de fútbol de Irlanda del Norte, está situado en una zona mayoritariamente unionista, mientras que Casement Park, el estadio nacional de hurling y fútbol gaélico de Irlanda del Norte, se encuentra en una zona mayoritariamente nacionalista. El estadio lleva el nombre de Sir Roger Casement, un diplomático irlandés que fue ahorcado en 1916 por su papel en el Levantamiento de Pascua. Se han llevado a cabo protestas con respecto a la inclusión de Casement Park con el tema de que los manifestantes no quieren asistir a los juegos en el lugar, debido a su historia y ubicación.

### Interés previamente expresado en licitar
Estos países expresaron previamente interés en licitar, pero no presentaron una oferta.
- Dinamarca,  Islas Feroe,  Finlandia,  Islandia,  Noruega y  Suecia: el 4 de marzo de 2016, la Asociación Danesa de Fútbol anunció la preparación de una candidatura conjunta junto con las federaciones de Suecia, Noruega y Finlandia para la Eurocopa 2028, además de eventos en las Islas Feroe e Islandia.[19][20][21]
- Portugal y  España: el 12 de septiembre de 2018, la Real Federación Española de Fútbol anunció sus intenciones de presentar una candidatura conjunta junto con la Federación Portuguesa de Fútbol para la Eurocopa 2028 o el Mundial 2030.[22]
- Rumania,  Grecia,  Bulgaria y  Serbia: En la reunión de febrero de 2019 de los Ministros de Juventud y Deportes de Rumanía (Constantin Bogdan Matei); Bulgaria (Krasen Kralev); Serbia (Vanja Udovičić) y el viceministro de Cultura y Deportes de Grecia (Giorgos Vasileiadis), se confirmó oficialmente que estos cuatro países presentarán una candidatura conjunta para la organización de la Eurocopa 2028 y la Copa Mundial de la FIFA 2030.[23][24][25]

### Decidieron no postular

#### Italia
Italia: en febrero de 2019, el presidente de la Federación Italiana de Fútbol, Gabriele Gravina, le dijo a Sky Sport Italia que la federación estaba considerando una oferta. Gravina volvió a proponer la oferta unos días después de la victoria de Italia en la Eurocopa 2020. En febrero de 2022, la federación italiana anunció que presentaría su candidatura para la Eurocopa 2032, en lugar de 2028, ya que les daría más tiempo para reconstruir las instalaciones.

#### Turquía
Turquía: el 15 de agosto de 2019, la Federación de Fútbol de Türkiye anunció que Turquía se presentaría como sede de la Eurocopa 2028. La Federación confirmó la presentación de su solicitud el 23 de marzo de 2022. La candidatura de Turquía es la sexta candidatura consecutiva del país, habiendo fracasado en las cinco ocasiones anteriores. (2008, 2012, 2016, 2020 y 2024). El 12 de abril de 2023, TFF reveló una lista de 10 estadios para las ofertas de 2028 y 2032:
- Estambul – Estadio Olímpico Atatürk, capacidad 74.753
- Estambul – Rams Park, capacidad 53.611
- Estambul – Estadio Ülker, capacidad 47.834
- Ankara – Nuevo estadio Ankara 19 Mayıs, capacidad para 45.000 personas
- Bursa – Parque Sütaş Timsah, capacidad 43.331
- Konya – Medaş Konya Büyükşehir Stadyumu, capacidad 42.000
- Trabzon – Complejo deportivo Şenol Güneş, capacidad 40.782
- Antalya – Corendon Airlines Park, capacidad 32.537
- Eskişehir – Estadio Atatürk, capacidad 32.500
- Gaziantep – Estadio Kalyon, capacidad 33.502

El 28 de julio de 2023, la UEFA recibió una solicitud de TFF y FGIC para fusionar sus ofertas de alojamiento para 2032 en una oferta combinada. El 4 de octubre de 2023, se anunció que Turquía había retirado su oferta.

### Ofertas no elegibles
- Rusia – El 12 de junio de 2021, Alexej Sorokin, director del comité organizador de San Petersburgo, anfitrión de la Eurocopa 2020, propuso una solicitud de Rusia para la Eurocopa 2028 o Eurocopa 2032.[33] Así se reafirmó el 23 de marzo de 2022, fecha límite para la presentación de ofertas.[34] El 2 de mayo de 2022, la UEFA declaró sus candidaturas para 2028 y 2032 como no elegible debido a la invasión rusa de Ucrania en 2022, citando que viola el artículo 16.2 del Reglamento de Licitación, que establece que "cada postor se asegurará de no actuar de una manera que pueda perjudicar a la UEFA, a cualquier otro postor, el procedimiento de licitación o El fútbol europeo está en descrédito".[35]